# (100666) 1997 WO37
(100666) 1997 WO37 es un asteroide perteneciente al cinturón de asteroides descubierto el 29 de noviembre de 1997 por el equipo del Lincoln Near-Earth Asteroid Research desde el Laboratorio Lincoln, Socorro, Nuevo México, Estados Unidos.

## Designación y nombre
Designado provisionalmente como 1997 WO37.

## Características orbitales
1997 WO37 está situado a una distancia media del Sol de 2,435 ua, pudiendo alejarse hasta 2,917 ua y acercarse hasta 1,953 ua. Su excentricidad es 0,198 y la inclinación orbital 3,181 grados. Emplea 1388,06 días en completar una órbita alrededor del Sol.

## Características físicas
La magnitud absoluta de 1997 WO37 es 15,4. 